# Cav1.4
Cav1.4(α 1F) también conocido como Subunidad alfa 1-F del canal de calcio dependiente de voltaje tipo L (Calcium Channel, voltage-dependent, L type, Alpha 1F subunit en inglés CACN A1-F) Cav1.4(α 1F),  es una proteína de membrana de la familia de canales de calcio tipo L.  Los canales de calcio Cav1.4 son los más abundantes en la retina y se localizan a nivel de las sinapsis en cinta (ribbon) especializadas formadas entre los fotorreceptores y las neuronas de segundo orden.
El canal Cav1.4 es antagonizado por ciertos fármacos, incluyendo la dihidropiridina, fenilalquilamina y las benzodiazepinas.

## Estructura
El canal es una proteína miembro de la familia de subunidades alfa-1; en el complejo de canales de calcio dependiente de voltaje. Los canales de calcio median la entrada de iones de calcio (Ca++) en la célula tras la polarización de la membrana. 
Cav1.4 (alfa 1-F) consiste en un complejo de subunidades alfa-1, alfa-2/delta, beta y gamma en una proporción de 1:1:1:1. 
 La subunidad alfa-1 tiene 24 segmentos transmembrana y forma el poro a través del cual los iones pasan al interior de la célula. Hay múltiples isoformas de cada una de las proteínas en el complejo, ya sea codificadas por diferentes genes o como resultado de empalmes alternativos de transcritos.

## Genética
En el humano el gen comprende 6006 pares de bases (bp), (49205063 a 49233340) ocupando la banda 11, brazo corto del cromosoma X (Xp11.23). 
Las mutaciones en el gen CACNA1F , que codifica los canales Ca V 1.4, se han asociado con la ceguera nocturna estacionaria congénita tipo 2 (CSNB2), una afección caracterizada por diversas deficiencias visuales además de la ceguera nocturna.

## Función
El canal Cav1.4 por tener un rango de activación de bajo voltaje con inactivación lenta dependiente del calcio. Esta propiedad hace que los canales Cav1.4 se adapten para garantizar la liberación sostenida de neurotransmisores en respuesta a estímulos de luz.

## Importancia clínica
El canal Cav1.4 se encuentra localizado preferencialmente en las cúlulas de la retina, por lo que disfunciones estructurales se asocian a trastornos de la visión. Se han observado unas 50 variantes en el gen del canal, incluyendo mutaciones de empalme transcripcional alternativas, aunque no se han caracterizado a fondo. Se ha demostrado que las mutaciones en este gen causan ceguera nocturna estacionaria congénita ligada al cromosoma X incompleta tipo 2 (CSNB2).